# Егеубаев, Аскар Курмашевич
Аскар Курмашевич Егеубаев (каз. Асқар Құрмашұлы Егеубаев; 6 марта 1950, с. Куршим, Восточно-Казахстанская область, Казахская ССР — 8 октября 2006, Алма-Ата, Казахстан) — казахский и советский учёный-литературовед, филолог, поэт-тюрколог, переводчик, критик, журналист, публицист, общественный деятель, доктор филологических наук (1999), профессор. Лауреат премии Ленинского комсомола Казахстана (1984).

## Биография
После окончания в 1974 г. факультета журналистики Казахского государственного университета в Алма-Ате работал в районных газетах, в журналах «Қазақстан коммунисі» и «Жұлдыз» (1974—1984), в газетах «Казахская литература» (1984—1987), «Қазақ әдебиеті», в 1987—1988 гг. был заместителем главного редактора издательства «Жазушы» и редакции «Қазақ энциклопедиясы» (1989—1990), работал пресс—секретарём Верховного Совета Республики Казахстан, в 1991—1997 гг. — консультант Управления Сената Парламента Казахстана.
В 1997—2001 гг. работал в Академии государственного управления при Президенте Республики Казахстан, руководил программой в Национальной высшей школе государственного управления.
С 2001 года до конца жизни — руководитель Института литературы и искусства Национальной академии наук Республики Казахстан.

## Научная и творческая деятельность
Автор научных статей и монографий «Кісілік кітабы», «Ежелгі дәуірдегі қазақ әдебиетінің көркемдік жүйесі», книг «Көктем тынысы», «Мөлдір тұма», «Жүректегі жұлдыздар», «Құс жолы», «Сөз жүйесі», «Әділет», «Аламан», «Сыр мен сымбат» и др., в которых сделан ряд серьёзных культурологических, лингвистических и историографических открытий.
Плодотворно занимался комплексным исследованием текстов литературных памятников.
Перевёл в 1986 г. «Кутадгу билик» (рус. «Благодатное знание») — средневековый философско-этический трактат Юсуфа Баласагуни. В 1997—1998 гг. впервые перевел на казахский язык «Сборник тюркских слов» Махмуда аль-Кашгари, который был выпущен издательством «Хант» в 3-томах.
Сборник стихов поэта «Тайқазан» принимал участие в конкурсе на соискание Государственной премии Республики Казахстан в области литературы в 2004 году.
Награждён орденом «Курмет» (2004).

## Избранные произведения
- «Сыр мен сымбат» (1981),
- «Сөз жүйесі» (1985),
- «Әділет» (1990),
- «Аламан» (1996),
- «Қала салған қазақтар: Поэмалар» (2002),
- «Тайқазан: Дастандар мен өлеңдер» (2003),
- «XX ғасырдың екі сағаты» (2005),
- «Жүсіп Баласағұн: Роман-эссе» (2005),
- «Движение»: Стихи, поэма / Аскар Егеубаев; Пер. с каз. С. Аксеновой. — Алма-Ата : Жазушы, 1989. — 126. ISBN 5-605-00457-3